# Limone sul Garda

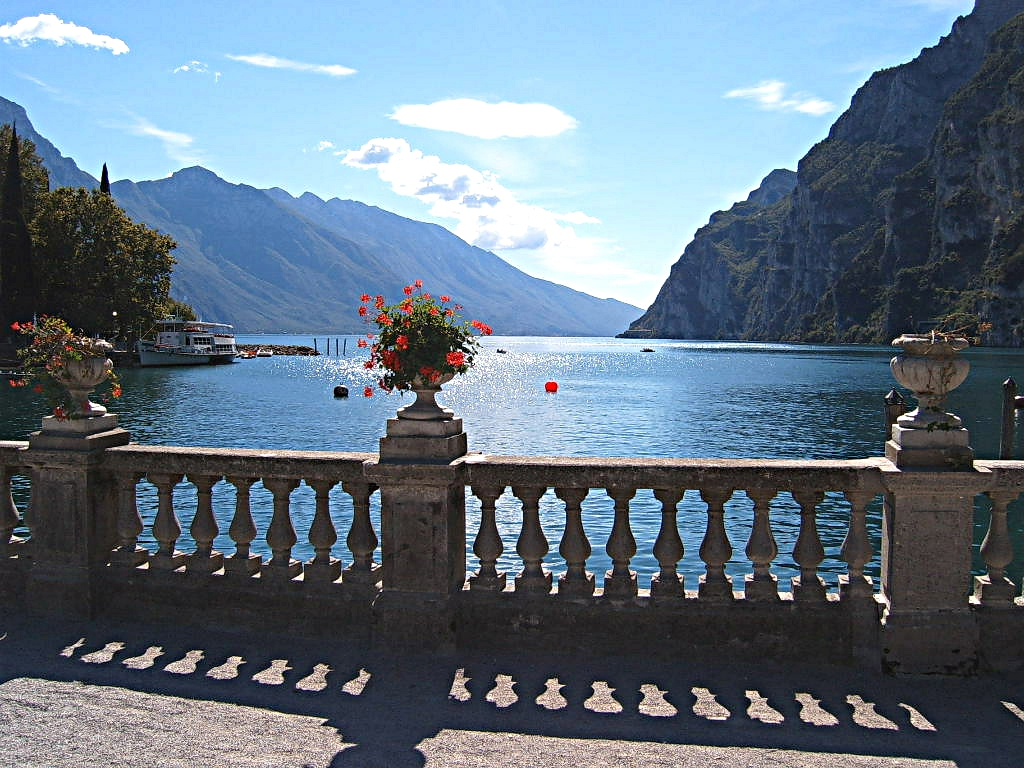
Riva del Garda - Lago da Garda.

Limone sul Garda é uma comuna italiana da região da Lombardia, província de Bréscia, com cerca de 1.034 habitantes. Estende-se por uma área de 26 km², tendo uma densidade populacional de 40 hab/km². Faz fronteira com Malcesine (VR), Molina di Ledro (TN), Riva del Garda (TN), Tremosine.

## Demografia
| Variação demográfica do município entre 1861 e 2011                               |
|                                                                                   |
| Fonte: Istituto Nazionale di Statistica (ISTAT) - Elaboração gráfica da Wikipedia |